# Estación de Suèvres
La estación de Suèvres es una estación ferroviaria francesa de la línea París - Burdeos, situada en la comuna de Suèvres, en el departamento de Loir y Cher, en la región de Centro. Por ella circulan trenes regionales que unen Tours y Blois con París. 

## Historia
Fue inaugurada por la Compagnie du chemin de fer de Paris à Orléans entre 1843 y 1850. En 1938 las seis grandes compañías privadas que operaban la red se fusionaron en la empresa estatal SNCF. Desde 1997 la gestión de las vías corresponde a la RFF mientras que la SNCF gestiona la estación.

## Descripción
Este simple apeadero se compone de dos andenes laterales y de dos vías. 

## Servicios ferroviarios

### Regionales
Los trenes regionales TER Centro de la Línea Tours / Blois - Orleans transitan por la estación a razón de varios desplazamientos diarios. 